# پاول ارساگ هویزدوسلاو
پاوُل اُرساگ هُویِزدوسلاو (انگلیسی: Pavol Országh Hviezdoslav; ۲ فوریهٔ ۱۸۴۹ – ۸ نوامبر ۱۹۲۱) شاعر، نمایشنامه‌نویس، مترجم و برای مدت کوتاهی عضو پارلمان چکسلواکی بود. او ابتدا به سبک سنتی می‌نوشت، اما بعداً تحت تأثیر پارناسیسم و مدرنیسم قرار گرفت.